# Bearn o La sala de les nines
|  | Per a altres significats, vegeu «Bearn o La sala de les nines (pel·lícula)». |

Bearn o La sala de les nines és una novel·la de l'escriptor mallorquí Llorenç Villalonga que es va publicar per primera vegada, en castellà, el 1956. Més tard, el 1961, va veure la llum la versió en llengua catalana. El 1964 va ser considerada una de les obres més importants de la literatura en llengua catalana del segle xx. Però cal recordar que el context era de forta repressió de la llengua i cultura catalanes per part del franquisme.

## Escriptura i edicions
Segons l'autor, la novel·la va ser escrita entre 1952 i 1954 en català, i estava previst publicar-la en l'esmentada llengua. Tanmateix, Villalonga va canviar d'opinió, molest per les correccions d'estil que pretenia imposar la barcelonina Editorial Selecta, i la va reescriure enterament en castellà.
La primera edició de la novel·la, en castellà, va aparèixer el 1956, en una tirada de només mil exemplars. Anava precedida d'un text de Camilo José Cela, pròleg titulat Parabòlico, que va incomodar l'autor perquè s'hi especulava sobre la seva condició de jueu. La versió en castellà de la novel·la no va ser ben rebuda ni pel públic ni per la crítica. Va optar sense resultat a dos dels premis literaris més importants del moment, el Nadal (que va obtenir aquell any la novel·la El Jarama, de Rafael Sánchez Ferlosio) i el Ciutat de Barcelona.
En català, l'obra no va aparèixer fins a 1961, i va ser llavors quan va aconseguir veritable repercussió. El 1963 va ser recompensada amb el Premi de la Crítica, i en una enquesta de Serra d'Or realitzada l'any següent se la va citar com la segona millor novel·la de la literatura catalana, després de La Plaça del Diamant, de Mercè Rodoreda. Actualment Bearn o La sala de les nines és un dels clàssics de la literatura en aquesta llengua, i ha estat traduïda a nombrosos idiomes.

## Estructura i argument de la novel·la
La novel·la està dividida en tres parts:
1. Una introducció en forma de carta-pròleg.
2. La novel·la pròpiament dita, que al seu torn es divideix en dues parts, titulades respectivament "Sota la influència de Faust" i "La pau regna a Bearn".
3. Un epíleg que tanca la narració.

La introducció és una carta que el narrador de la novel·la, Joan Mayol, capellà de la casa i molt possiblement fill natural del senyor de Bearn, escriu a Miquel Gelabert, un antic company de seminari que és ara secretari del cardenal primat. La carta està datada a Bearn el 1890, transcorreguts dos mesos des de la mort dels senyors. Mayol desitja sotmetre la consideració dels seus superiors clergues si deu o no obeir l'última voluntat del difunt senyor de Bearn, que més tard se sabrà que consisteix a la publicació de les seves memòries. Per a això adjunta un manuscrit (la resta de la novel·la), on relata la seva vida a Bearn i la fascinació que va sentir per la personalitat de don Toni.
La primera part de la novel·la pròpiament dita, "Sota la influència de Faust", està constituïda per vint capítols d'extensió variable. Els esdeveniments narrats se situen cronològicament en un període de deu anys (1859-1869). L'al·lusió a Faust present en el títol es deu al fet que, igual com el personatge de Goethe ven la seva ànima al diable per aconseguir l'eterna joventut, el protagonista de Bearn la "ven" també quan decideix abandonar la seva esposa i fugir a París amb la seva neboda de divuit anys, Xima, precisament per assistir a l'estrena de l'òpera Faust de Gounod, el 19 de març de 1859. Després de mig any, don Toni torna de París, mentre que Xima decideix quedar-se allà iniciant una fulgurant carrera de cocotte que la porta a alternar amb les figures més destacades del Segon Imperi.
La segona part relata la reconciliació marital dels senyors de Bearn i com alternen la vida plàcida casolana amb un llarg viatge per Europa. En aquest viatge, acompanyats pel capellà Joan, coneixen el Papa i don Toni decideix començar a escriure les seves memòries. El matrimoni està cada cop més unit i viuen en pau però es van arruïnant de manera progressiva. Al poble comencen els rumors sobre bruixeria i la decrepitud física i mental de la senyora Maria Antònia corre en paral·lel a la del casal familiar i la hisenda. Xima torna de París sense un cèntim i envellida i vol quedar-se a viure amb els seus oncles. Embogida per la pèrdua de la joventut i el rebuig d'un jove, agafa un bombó enverinat i se'l pren. Mor per a aquesta causa en una carretera després de fugir de la celebració del Carnestoltes. Maria Antònia agafa un altre dolç sense adonar-se'n i el capellà la descobreix agonitzant en braços del seu espòs, qui ha menjat el darrer dels tres bombons perquè, havent acabat la seva obra, no vol sobreviure sol.
L'epíleg explica les darreres accions del capellà, que abandona Bearn presa de l'enyorança, cala foc a la sala de les nines del títol per amagar els secrets foscos de la nissaga.
L'estructura mostra els paral·lels entre les dues parts i alhora les seves contraposicions, en ambdues hi ha un viatge a París on apareix Xima però mentre que la primera comporta el triomf del vici i la descomposició del matrimoni, en la segona es recupera la pau familiar. El final reprèn els avisos sobre la mort dubtosa de l'inici de la carta de la introducció.

## Personatges
El narrador és un jove capellà que s'ha ordenat per fugir de la culpa després d'haver provocat accidentalment la mort d'un nen. Defensa la postura oficial de l'Església Catòlica i intenta que els senyors de Bearn la segueixin malgrat que de vegades justifica els seus actes per l'amor que els té i perquè entén les seves circumstàncies. Roman fidel a la nissaga dels nobles, els administra la hisenda i allunya el poble, a qui té horror i menyspreu. Per aquesta fidelitat crema els arxius al final de l'obra, per preservar els secrets i la reputació dels Bearn. De vegades es veu temptat per la violència però acostuma a resistir els seus impulsos amb la pregària. En alguns passatges s'insinua que podia ser un fill il·legítim de don Toni.
L'autèntic protagonista és don Toni, que apareix com un home fortament influït per la Il·lustració. Amant del plaer i la cultura, entén les motivacions dels altres personatges però no vol conflictes, per això acaba respectant les convencions, per amor a la seva esposa i al seu casal. S'ha indicat el caràcter autobiogràfic d'aquesta figura, que comparteix moltes vivències amb Vilallonga. Representa l'aristocràcia i no dubta a defensar la seva classe social tot i entendre que està obsoleta. Apareix retratat amb moltes contradiccions internes, que ell celebra perquè creu en el relativisme. Se l'acusa de maniqueisme i els dubtes sobre si salvarà la seva ànima són una de les obsessions del narrador.
Maria Antònia apareix com l'arquetip de dona santa, esposa fidel i seguidora de les conveniències i la fe. Només se separa temporalment del marit després d'un gran escàndol, per després perdonar-lo. Altiva i freda, manté les essències de la noblesa i actua sempre amb seny, com a contrapunt del seu marit. Només al final perd parcialment la memòria i llavors actua com una nena petita, sense renunciar a comportar-se com cal.
Xima és l'antítesi de la muller, la jove pecadora que fa caure en temptació tots els homes, que actua moguda només per l'hedonisme i l'amor al luxe, sense tenir en compte la moral. Per aquest caràcter, a la novel·la apareix castigada quan perd la joventut i, per tant, la bellesa que li servia d'arma i acaba suplicant a la casa familiar. És qui precipita sempre el desastre, tant la ruptura matrimonial com la mort dels protagonistes.
Al costat d'aquest quartet hi ha els personatges secundaris: d'una banda els personatges històrics reals, que serveixen per ambientar la novel·la i d'altra banda el servei o els vilatans que serveixen de veu a l'opinió pública sobre els Bearn i com a contrast amb la vida que s'acaba amb aquella nissaga. Entre ells destaca el Vicari, que actua com a capellà abans de l'ordenació de Joan.

## Estil
La novel·la està ambientada al segle xix i imita l'estil del realisme. Així, les extenses descripcions dels espais i les accions dels personatges alternen amb les reflexions morals del narrador i els diàlegs entre aquest i el seu senyor, on comenten l'actualitat, temes polítics i religiosos i ves van endevinant fragments de la vida anterior de don Toni. El punt de vista intern del narrador, marcat pel seu sacerdoci i la seva joventut, presenta els fets de manera subjectiva.
Es produeixen nombroses anticipacions temporals, ja que des de l'inici es coneix la mort del matrimoni en circumstàncies poc clares i la fi de la casa de Bearn. El suspens es manté per esbrinar què ha succeït i si el senyor és culpable o no i, per tant, podrà salvar-se. També apareixen analepsis o salts enrere on s'evoquen episodis de joventut de la parella, la decisió de Joan d'ordenar-se o personatges del llinatge de Bearn que comparteixen trets de caràcter amb els protagonistes.
S'ha inscrit Bearn dins la novel·la psicològica per l'atenció que presta al desenvolupament dels personatges i perquè el centre d'interès és la visió ambivalent que té Joan de don Toni: admiració i afecte però d'altra banda temor que es condemni a l'infern per la vida de pecat. L'evolució del capellà corre en paral·lel a la dels seus senyors i els dubtes del sacerdot marquen el to pessimista de tot el llibre. Les justificacions morals i el sentiment de culpa del narrador recorden a les obres de Fiódor Dostoievski.

## Adaptacions
Bearn i la sala de les nines va ser adaptada per a la televisió el 1976. El 1983, el director, Jaime Chávarri, va estrenar una adaptació cinematogràfica de la novel·la, que van interpretar, entre d'altres, els actors Fernando Rey, Ángela Molina, Amparo Soler Leal i Imanol Arias.

## Bearn,Il gattopardoi crítica de la novel·la
S'han assenyalat les semblances de Bearn o La sala de les nines amb Il gattopardo, del sicilià Giuseppe Tomasi di Lampedusa, dos anys posterior (es va publicar el 1958, després de la mort de l'autor), ja que ambdues novel·les se centren en el declivi de l'aristocràcia rural de l'Antic Règim. Villalonga va conèixer i va estimar la novel·la de Lampedusa, que va traduir al català el 1962; tanmateix, la publicació de la novel·la en versió castellana anys abans de la publicació d'Il gattopardo desfà l'acusació de plagi. Ambdues novel·les representen una elegia al món dels aristòcrates conservadors però il·lustrats que veuen com el seu món s'acaba. Pel que fa a Bearn o La sala de les nines, si la qualitat literària de l'obra és innegable, l'obra en si, les diferents versions i fins i tot títols, poden donar lloc a interpretacions diverses. En general l'opinió és que es tracta d'una crítica àcida a l'Antic Règim. I en part dona les claus per entendre l'autoodi d'una determinada classe social mallorquina.